# 王彪之
王彪之（305年—377年），字叔虎，小字虎犢，琅邪临沂人。王彬之子，王导之堂侄。出身琅琊王氏，是東晉重要官員，官至尚書令，曾與謝安等人對抗桓溫，並於桓溫死後與謝安一同掌政。

## 生平

### 剛正不阿
王彪之初任著作郎、東海王文學。後為尚書郎和鎮軍將軍司馬晞的司馬。多次升遷後至尚書左丞、司徒左長史、御史中丞、侍中、廷尉。王彪之任廷尉時，遇上永嘉太守謝毅於大赦後處死當地人周矯，於是被周矯堂兄向揚州州府告發。當時的揚州刺史殷浩於是收捕謝毅並送交廷尉，但王彪之則以謝毅無爵位，不是廷尉職責以內，不肯接受。後雖朝廷發出詔令命王彪之收處謝毅，但王彪之仍然據理力爭，於是被當時人比作西漢廷尉張釋之。後王彪之又建議皇帝郊祀不再大赦，以免助長平民趁每年郊祀皆會大赦的機會犯罪的行為。
王彪之後轉吏部尚書，亦對當時輔政的司馬昱任官人選作出意見。後又建議省卻沒有實職的官位，提高行政效律亦能好好考察官員表現。

### 屢作建言
永和七年（351年）十二月，征西大將軍桓溫屢請北伐而朝廷都不回應，於是在再次上表北伐後便領兵東下武昌。當時此舉令眾人震驚，更有人勸當時被司馬昱任用以抗衡桓溫的殷浩離職退避桓溫。面對如此情形，王彪之卻勸司馬昱不要讓殷浩引退令晉穆帝孤立；又勸殷浩靜觀其變，先由司馬昱寫信給桓溫誠心勸告，令桓溫退兵，否則才讓朝廷下詔，最差時才拒兵抵抗，不能自亂陣腳。最終司馬昱的信就成功解決了危機。
永和八年（352年），殷浩開始北伐，並誘結前秦雷弱兒等人殺死前秦君主苻健。雷弱兒等人假意答應並請兵迎接，而當時亦有關中混亂，苻眉奔關中的消息，令殷浩以為雷弱兒行動成功，於是於永和九年（353年）再度率兵北伐，進攻洛陽。當時王彪之就上疏司馬昱，認為雷弱兒等必有詐，殷浩不應輕易進軍。然而殷浩終因姚襄叛變而大敗於對方。
王彪之及後轉領軍將軍，遷太常，領崇德衞尉。升平元年（357年）十二月任尚書左僕射。次年，豫州刺史謝奕逝世，司馬昱打算讓桓溫弟桓雲接任，並詢問王彪之意見。但王彪之則認為當時桓溫已雄據東晉一半國土，若讓桓雲任豫州刺史，那重要外藩的兵權幾乎都由一門掌握，並不適當。司馬昱同意並改以謝萬接任。

### 會稽善政
隨後，王彪之改任鎮軍將軍、會稽內史，加散騎常侍。王彪之在會稽共八年，令當地豪族有所收斂，更有三萬多個先前離開會稽郡的人因而回到會稽定居。興寧三年（365年），桓溫移鎮姑孰，聲威震主，各郡都派了長史、司馬、主簿等高級屬官去向桓溫表示敬意。然而王彪之認為向皇帝遣使和上貢都是派主簿，向桓溫示好不可能像見皇帝般派主簿，最終竟然沒有派人去。桓溫於是借故免去王彪之會稽內史一職，王彪之後被降職為尚書。但當年十二月又升為尚書僕射。

### 與桓周旋
太和六年（371年），桓溫將要廢黜晉廢帝，此舉令百官震驚戰慄，但王彪之知道桓溫不臣之心早已揭露，不可能以理說服他以阻止此事，於是反而協助桓溫籌備廢立的禮儀。又因當時朝臣都不知廢立君主之詳細事項，一手準備好事宜的王彪之就因而獲得眾官佩服。桓溫廢掉晉廢帝後便立了司馬昱為帝，即晉簡文帝。隨後便要廢去時任太宰的武陵王司馬晞，王彪之當時試圖勸阻桓溫但桓溫心意已決，並不接納。
次年，晉簡文帝逝世，當時群臣都很疑惑，不敢讓皇太子司馬曜繼位，更有人認為要等待桓溫作出決定。王彪之嚴正地維護太子繼位的正當性，終令眾官議決迎皇太子繼位，即晉孝武帝。太皇太后褚蒜子當時下令由桓溫依周公居攝的先例代幼主執政，然而王彪之以桓溫必當辭讓而影響朝廷運作為理由不奉紹令，封還給太皇太后，此令最終亦沒有實行。
寧康元年（373年），桓溫患病，並表示想獲授九錫。王彪之卻與謝安聯手拖延袁宏撰寫賜九錫的詔文，終令文章在桓溫於當年死時仍未完成，桓溫亦因而未能獲得九錫。

### 晚年掌政
桓溫死後兩個月，王彪之升任尚書令，與謝安一同掌政。當時謝安亦稱許其能力，說：「朝中大事，眾人不能議決的，問王彪之就必能有個結果。」後王彪之以年老求退，於是轉拜護軍將軍，加散騎常侍。後又加光祿大夫、儀同三司，但未拜官就病重。太元二年十月壬寅（377年11月28日）逝世，享年七十三歲，追贈未拜的光祿大夫，諡號為簡。

## 性格特徵
- 王彪之二十歲就鬚鬢皆皓白，當時人就稱呼他為「王白鬚」。
- 王彪之獲授任著作郎、東海王文學時，王導就曾向他說：「選任官員時原本是打算讓你當尚書郎，你有幸才能成為諸王的佐官呀！」然而王彪之則說：「官位高低不用計較，在適當時間就應擔任。但越級升遷我就是不願意。」於是改任尚書郎。
- 謝安曾打算大建宮室讓皇室遷往，但王彪之則認為在現今宮殿作改建就可，不應在外敵當前的時間勞民傷財。然而謝安則說：「皇宮不夠雄偉，後人會說我們這些人無能。」王彪之於是答：「獲授任掌理天下事，就當保國寧家，朝政允當，怎能以修築宮室去表示有能呀！」謝安不能駁倒，所以王彪之有生之年，朝廷都沒有另建宮室。

## 子孫

### 子
- 王越之，撫軍參軍。
- 王臨之，東陽太守。[7]
- 王康之，何充女何法登夫。

### 孫
- 王訥之，王臨之子，任御史中丞。
- 王英彥，王臨之女，嫁殷仲堪。